# Beauregard (Lot)
Pour les articles homonymes, voir Beauregard.
Beauregard est une commune française, située dans le sud-est du département du Lot en région Occitanie.
Elle est également dans le causse de Limogne, un des quatre causses du Quercy, dénudé et clairsemé de champs de lavande, de genévriers et de chênes truffiers.
Exposée à un climat océanique altéré, elle est drainée par le ruisseau de Saint-Laurent et par deux autres cours d'eau. Incluse dans le parc naturel régional des Causses du Quercy, la commune possède un patrimoine naturel remarquable :  deux espaces protégés (le « géoparc des causses du Quercy » et la réserve naturelle nationale d'intérêt géologique du département du Lot) et une zone naturelle d'intérêt écologique, faunistique et floristique.
Beauregard est une commune rurale qui compte 228 habitants en 2022, après avoir connu un pic de population de 922 habitants en 1821.  Ses habitants sont appelés les Beauregardais ou  Beauregardaises.

## Géographie

### Localisation
Beauregard est une bastide située dans le Quercy, sur le causse de Limogne et la route nationale 677. Le village de Beauregard appartient au Parc naturel régional des Causses du Quercy. Beauregard est situé-au-dessous du Triangle noir du Quercy ce qui explique la mention Village Étoilé décerné au village lotois.

### Communes limitrophes
La commune est limitrophe du département de Tarn-et-Garonne.
Les communes limitrophes sont  Limogne-en-Quercy, Saillac, Saint-Projet, Varaire et Vidaillac.
|         | Limogne-en-Quercy              |           |
| Varaire | Beauregard                     | Vidaillac |
| Saillac | Saint-Projet (Tarn-et-Garonne) |           |

### Climat
Pour des articles plus généraux, voir Climat de l'Occitanie et Climat du Lot.
En 2010, le climat de la commune est de type climat océanique altéré, selon une étude s'appuyant sur une série de données couvrant la période 1971-2000. En 2020, Météo-France publie une typologie des climats de la France métropolitaine dans laquelle la commune est exposée à un climat océanique altéré et est dans une zone de transition entre les régions climatiques « Aquitaine, Gascogne » et « Ouest et nord-ouest du Massif Central ». La première est caractérisée par une pluviométrie abondante au printemps, modérée en automne, un faible ensoleillement au printemps, un été chaud (19,5 °C), des vents faibles, des brouillards fréquents en automne et en hiver et des orages fréquents en été (15 à 20 jours).  La seconde présente une pluviométrie annuelle de 900 à 1 500 mm, maximale en automne et en hiver.
Pour la période 1971-2000, la température annuelle moyenne est de 11,7 °C, avec une amplitude thermique annuelle de 15,6 °C. Le cumul annuel moyen de précipitations est de 925 mm, avec 12 jours de précipitations en janvier et 6 jours en juillet. Pour la période 1991-2020, la température moyenne annuelle observée sur la station météorologique la plus proche, située sur la commune du Montat à 28 km à vol d'oiseau, est de 13,3 °C et le cumul annuel moyen de précipitations est de 824,6 mm,. Pour l'avenir, les paramètres climatiques de la commune estimés pour 2050 selon différents scénarios d’émission de gaz à effet de serre sont consultables sur un site dédié publié par Météo-France en novembre 2022.

### Milieux naturels et biodiversité

#### Espaces protégés
La protection réglementaire est le mode d’intervention le plus fort pour préserver des espaces naturels remarquables et leur biodiversité associée,.
La commune fait ainsi partie du parc naturel régional des Causses du Quercy, un espace protégé créé en 1999 et d'une superficie de 183 039 ha, qui s'étend sur 102 communes du département du Lot. La cohérence du territoire du Parc s’est fondée sur l’unité géologique d’un même socle de massif karstique, entaillé de profondes vallées. Le périmètre repose sur une unité de paysages autour de la pierre et du bâti (souvent en pierre sèche), de l’empreinte des pelouses sèches et du pastoralisme et de l’omniprésence des patrimoines naturels et culturels,. Ce parc a été classé Géoparc en mai 2017 sous la dénomination « géoparc des causses du Quercy, faisant dès lors partie du Réseau mondial des Géoparcs, soutenu par l’UNESCO,.
La commune fait également partie de la réserve naturelle nationale d'intérêt géologique du département du Lot, classée en 2015 et d'une superficie de 800 ha, 59 sites d'intérêts géomorphologique, minéralogique, tectonique et paléontologique remarquables,.

#### Zones naturelles d'intérêt écologique, faunistique et floristique

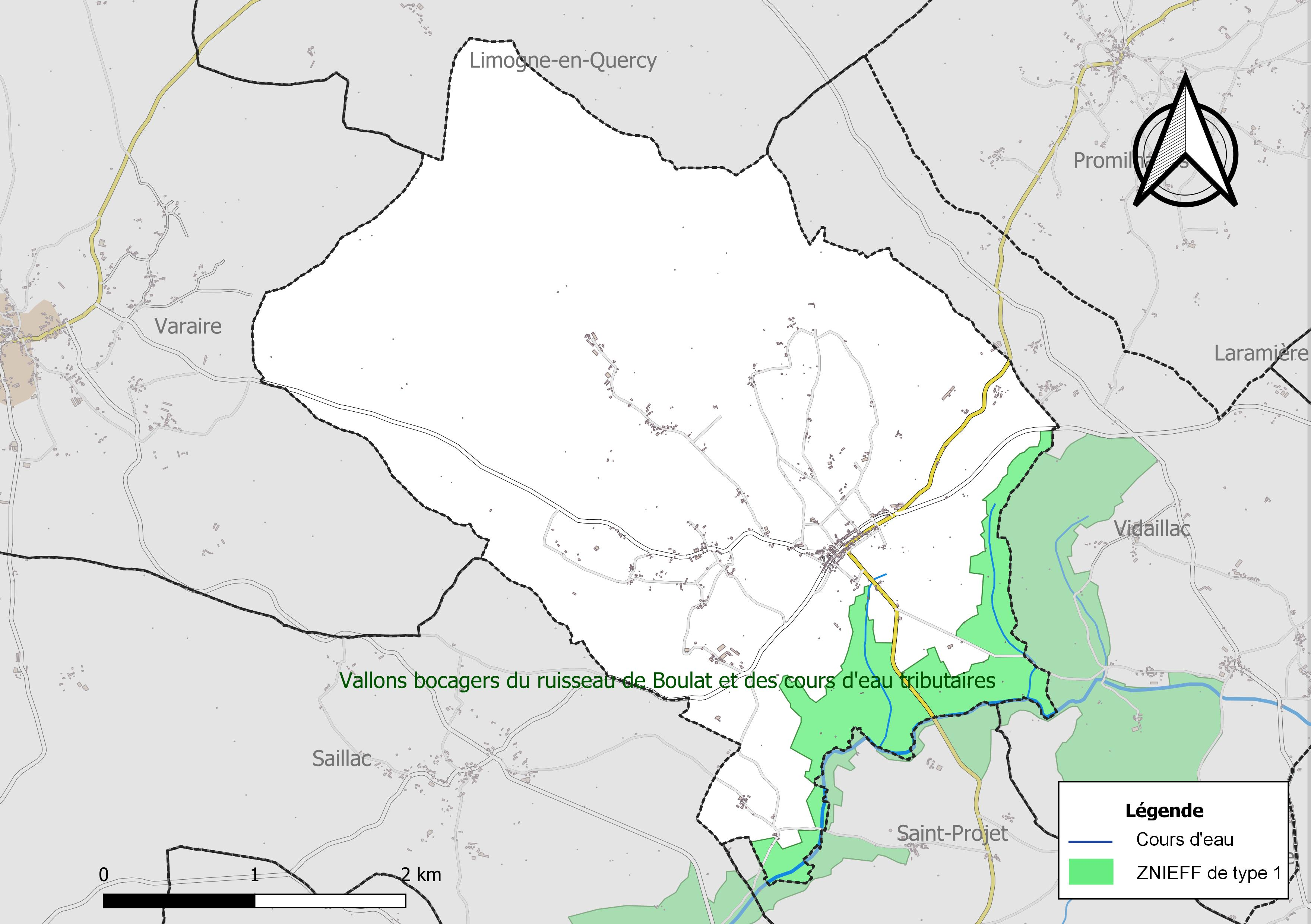
Carte de la ZNIEFF de type 1 localisée sur la commune.

L’inventaire des zones naturelles d'intérêt écologique, faunistique et floristique (ZNIEFF) a pour objectif de réaliser une couverture des zones les plus intéressantes sur le plan écologique, essentiellement dans la perspective d’améliorer la connaissance du patrimoine naturel national et de fournir aux différents décideurs un outil d’aide à la prise en compte de l’environnement dans l’aménagement du territoire.
Une ZNIEFF de type 1 est recensée sur la commune :
les « vallons bocagers du ruisseau de Boulat et des cours d'eau tributaires » (496 ha), couvrant 4 communes dont trois dans le Lot et une dans le Tarn-et-Garonne.

## Urbanisme

### Typologie
Au 1er janvier 2024, Beauregard est catégorisée commune rurale à habitat dispersé, selon la nouvelle grille communale de densité à sept niveaux définie par l'Insee en 2022.
Elle est située hors unité urbaine et hors attraction des villes,.

### Occupation des sols
L'occupation des sols de la commune, telle qu'elle ressort de la base de données européenne d’occupation biophysique des sols Corine Land Cover (CLC), est marquée par l'importance des territoires agricoles (60,6 % en 2018), en augmentation par rapport à 1990 (58,4 %). La répartition détaillée en 2018 est la suivante : 
zones agricoles hétérogènes (39,8 %), forêts (39,4 %), prairies (20,8 %). L'évolution de l’occupation des sols de la commune et de ses infrastructures peut être observée sur les différentes représentations cartographiques du territoire : la carte de Cassini (XVIIIe siècle), la carte d'état-major (1820-1866) et les cartes ou photos aériennes de l'IGN pour la période actuelle (1950 à aujourd'hui).

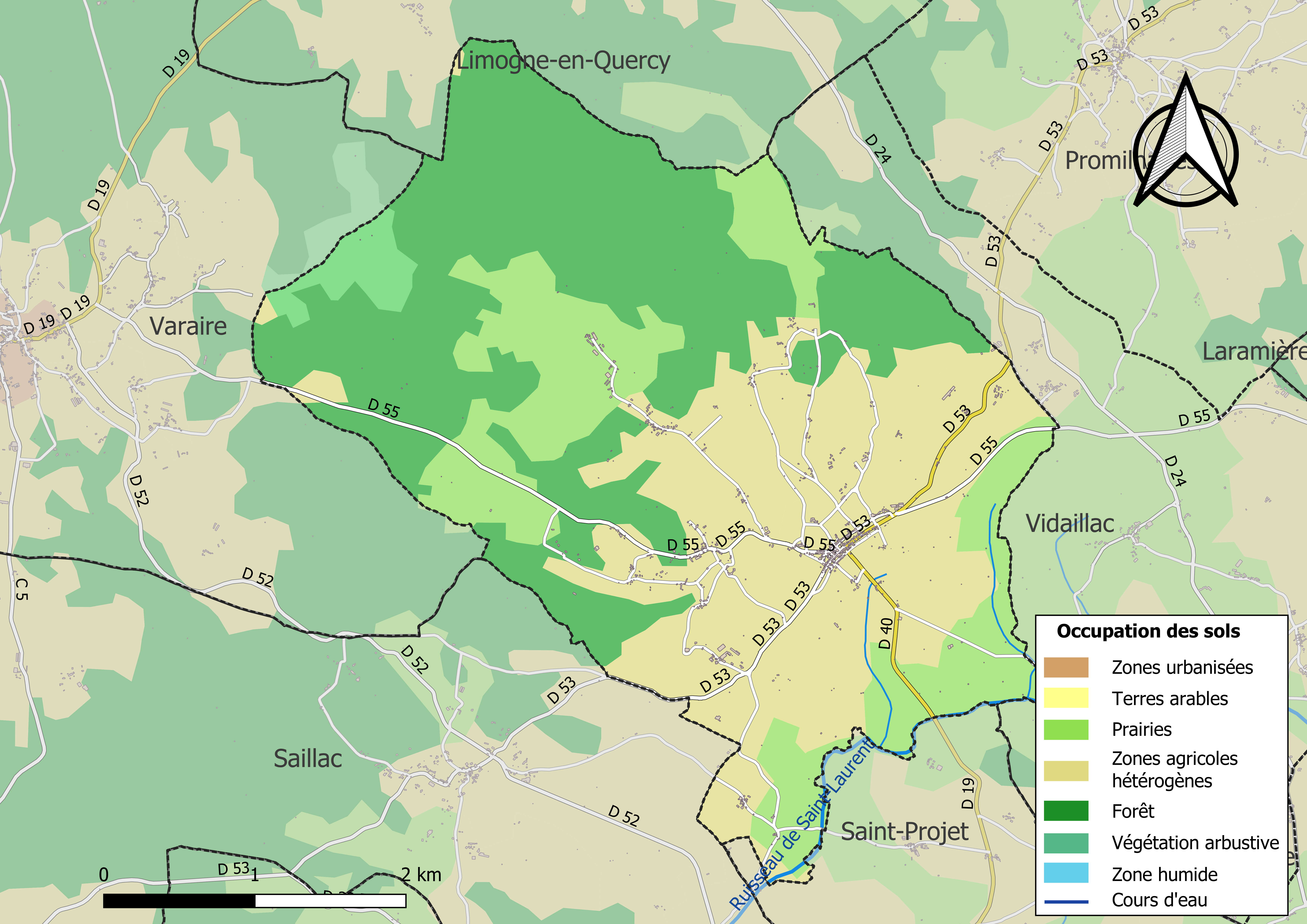
Carte des infrastructures et de l'occupation des sols de la commune en 2018 (CLC).

### Risques majeurs
Le territoire de la commune de Beauregard est vulnérable à différents aléas naturels : météorologiques (tempête, orage, neige, grand froid, canicule ou sécheresse), feux de forêts, mouvements de terrains et séisme (sismicité très faible). Un site publié par le BRGM permet d'évaluer simplement et rapidement les risques d'un bien localisé soit par son adresse soit par le numéro de sa parcelle.
Beauregard est exposée au risque de feu de forêt. Un plan départemental de protection des forêts contre les incendies a été approuvé par arrêté préfectoral le 30 novembre 2015 pour la période 2015-2025. Les propriétaires doivent ainsi couper les broussailles, les arbustes et les branches basses sur une profondeur de 50 mètres, aux abords des constructions, chantiers, travaux et installations de toute nature, situées à moins de 200 mètres de terrains en nature
de bois, forêts, plantations, reboisements, landes ou friches. Le brûlage des déchets issus de l’entretien des parcs et jardins des ménages et des collectivités est interdit. L’écobuage est également interdit, ainsi que les feux de type méchouis et barbecues, à l’exception de ceux prévus dans des installations fixes (non situées sous couvert d'arbres) constituant une dépendance d'habitation.

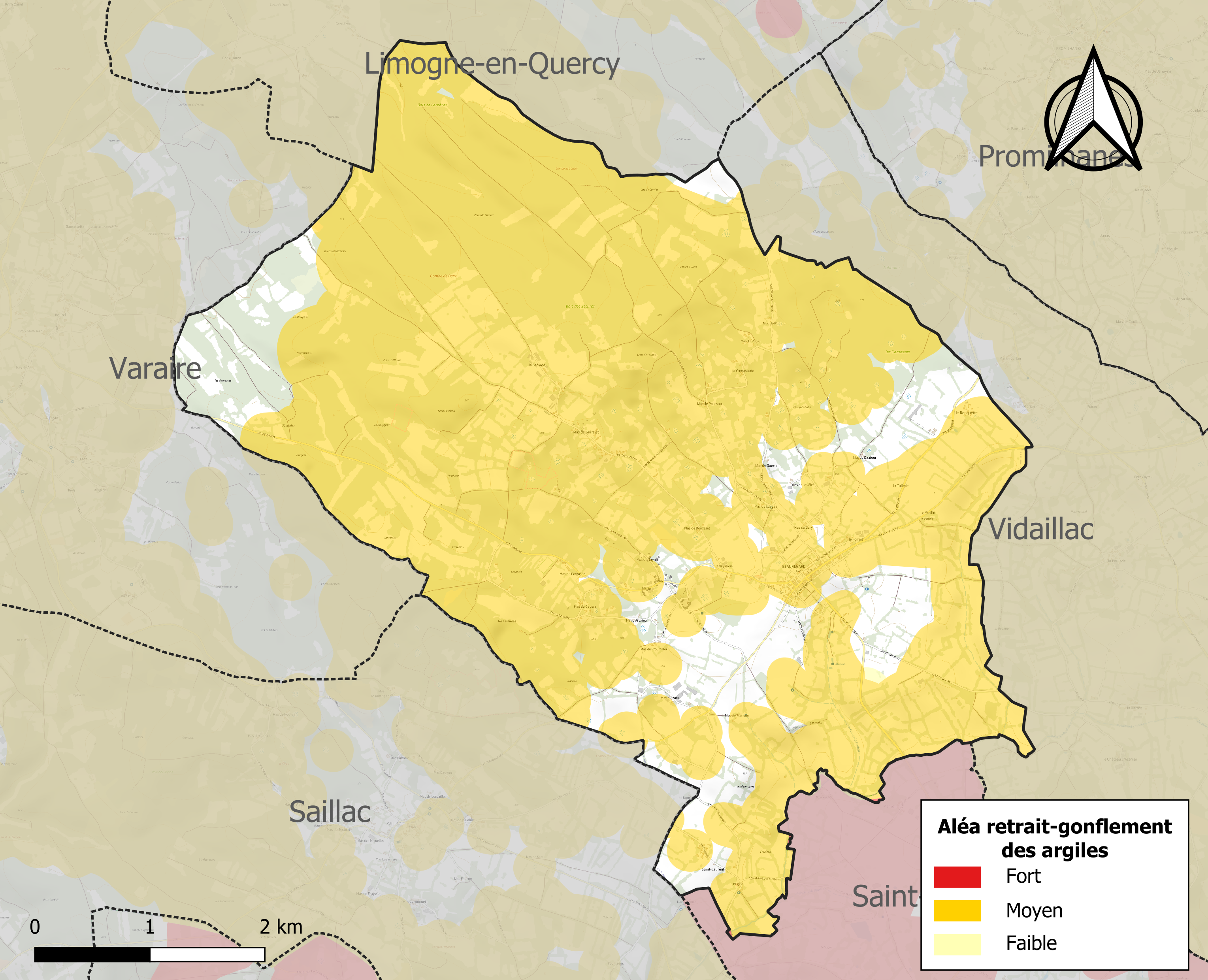
Carte des zones d'aléa retrait-gonflement des sols argileux de Beauregard.

Les mouvements de terrains susceptibles de se produire sur la commune sont des affaissements et effondrements liés aux cavités souterraines (hors mines) et des glissements de terrain. Par ailleurs, afin de mieux appréhender le risque d’affaissement de terrain, l'inventaire national des cavités souterraines permet de localiser celles situées sur la commune.
Le retrait-gonflement des sols argileux est susceptible d'engendrer des dommages importants aux bâtiments en cas d’alternance de périodes de sécheresse et de pluie. 84,7 % de la superficie communale est en aléa moyen ou fort (67,7 % au niveau départemental et 48,5 % au niveau national). Sur les 202 bâtiments dénombrés sur la commune en 2019, 180 sont en aléa moyen ou fort, soit 89 %, à comparer aux 72 % au niveau départemental et 54 % au niveau national. Une cartographie de l'exposition du territoire national au retrait gonflement des sols argileux est disponible sur le site du BRGM,.
Par ailleurs, afin de mieux appréhender le risque d’affaissement de terrain, l'inventaire national des cavités souterraines permet de localiser celles situées sur la commune.
La commune a été reconnue en état de catastrophe naturelle au titre des dommages causés par les inondations et coulées de boue survenues en 1982, 1999 et 2021. Concernant les mouvements de terrains, la commune a été reconnue en état de catastrophe naturelle au titre des dommages causés par des mouvements de terrain en 1999.

## Toponymie
Le premier nom de Beauregard était "Bel Regard" rapidement remplacé par Beauregard qui désigne une belle vue ou un beau manoir. Ce nom a été donné en raison de la beauté du village et de son riche patrimoine historique.

## Histoire

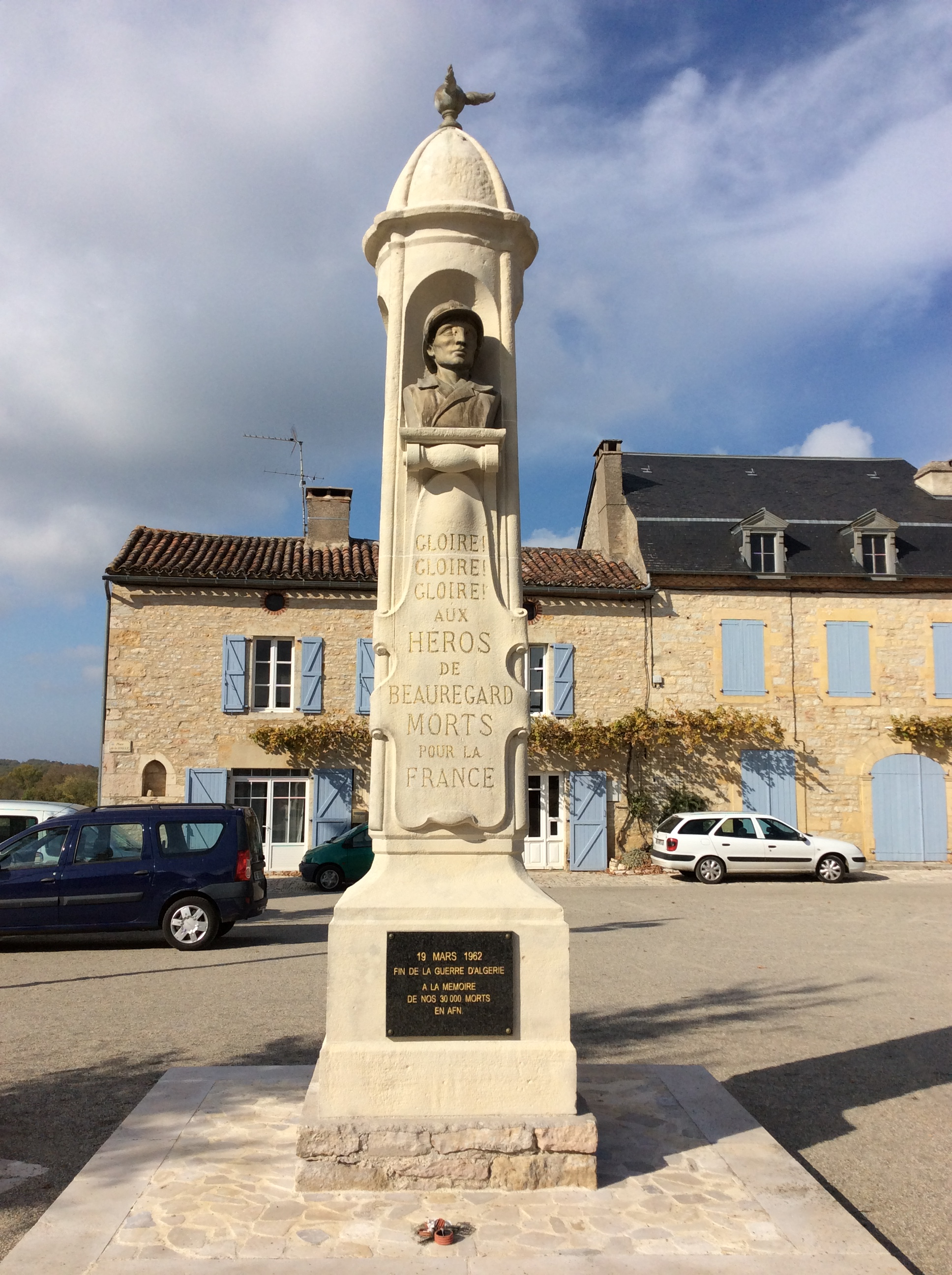
Le monument aux morts

La création du village de Beauregard remonte au Moyen Âge. C'est aux alentours du XIIIe siècle que les bastides sont en développement dans le Sud-Ouest de la France. Beauregard daterait donc de cette époque-ci.
Le plan de Beauregard est caractéristique d'une bastide. En effet, les rues du village sont très rectilignes et l'on trouve la Place de la Halle au centre même du village. L'église a une localisation assez originale pour un village médiéval puisqu'elle est en retrait du centre de Beauregard.

## Politique et administration

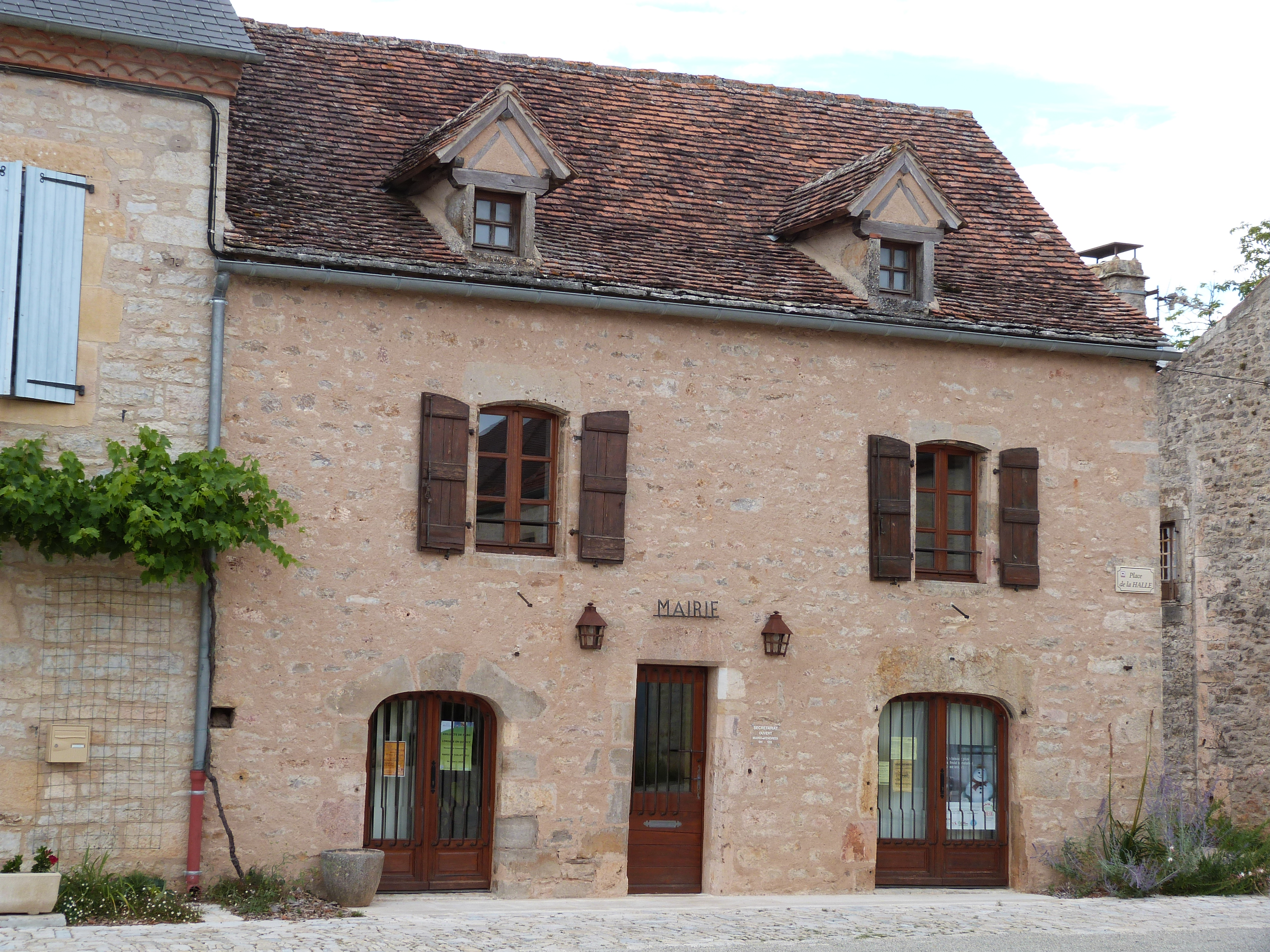
Façade de la mairie de Beauregard.

### Liste des maires
| Période                                  | Période  | Identité                | Étiquette | Qualité     |
| ---------------------------------------- | -------- | ----------------------- | --------- | ----------- |
| 1793                                     | 1796     | Guillaume Flaujac       |           |             |
| 1797                                     | 1820     | Jean Alexis Fontanilles |           |             |
| 1821                                     | 1826     | Alexis Fontanilles      |           |             |
| 1826                                     | 1846     | André Peyre             |           |             |
| 1846                                     | 1848     | Jean Pierre Debons      |           |             |
| 1848                                     | 1863     | Jean Couderc            |           |             |
| 1863                                     | 1870     | Jean Pierre Marty       |           |             |
| 1870                                     | 1878     | Victor Lafon            |           |             |
| 1878                                     | 1899     | Alexandre Peyre         |           |             |
| 1900                                     | 1902     | Escaut                  |           |             |
| 1983                                     | 2001     | Robert Pons             | DVG       |             |
| 2001                                     | 2020     | Jacques Mercadier       | DVG       | Agriculteur |
| 2020                                     | En cours | Didier Linou            |           |             |
| Les données manquantes sont à compléter. |          |                         |           |             |

## Population et société

### Démographie
L'évolution du nombre d'habitants est connue à travers les recensements de la population effectués dans la commune depuis 1793. Pour les communes de moins de 10 000 habitants, une enquête de recensement portant sur toute la population est réalisée tous les cinq ans, les populations de référence des années intermédiaires étant quant à elles estimées par interpolation ou extrapolation. Pour la commune, le premier recensement exhaustif entrant dans le cadre du nouveau dispositif a été réalisé en 2004.

En 2022, la commune comptait 228 habitants, en évolution de −2,15 % par rapport à 2016 (Lot : +1,31 %, France hors Mayotte : +2,11 %).
| 1793 | 1800 | 1806 | 1821 | 1831 | 1836 | 1841 | 1846 | 1851 |
| ---- | ---- | ---- | ---- | ---- | ---- | ---- | ---- | ---- |
| 614  | 871  | 876  | 922  | 893  | 810  | 844  | 853  | 849  |

| 1856 | 1861 | 1866 | 1872 | 1876 | 1881 | 1886 | 1891 | 1896 |
| ---- | ---- | ---- | ---- | ---- | ---- | ---- | ---- | ---- |
| 794  | 800  | 775  | 791  | 791  | 792  | 786  | 723  | 629  |

| 1901 | 1906 | 1911 | 1921 | 1926 | 1931 | 1936 | 1946 | 1954 |
| ---- | ---- | ---- | ---- | ---- | ---- | ---- | ---- | ---- |
| 681  | 523  | 514  | 509  | 506  | 404  | 350  | 279  | 263  |

| 1962 | 1968 | 1975 | 1982 | 1990 | 1999 | 2004 | 2006 | 2009 |
| ---- | ---- | ---- | ---- | ---- | ---- | ---- | ---- | ---- |
| 225  | 217  | 177  | 167  | 184  | 188  | 234  | 236  | 244  |

| 2014 | 2019 | 2022 | - | - | - | - | - | - |
| ---- | ---- | ---- | - | - | - | - | - | - |
| 231  | 232  | 228  | - | - | - | - | - | - |

## Économie

### Revenus
En 2018, la commune compte 118 ménages fiscaux, regroupant 229 personnes. La médiane du revenu disponible par unité de consommation est de 17 850 € (20 740 € dans le département).

### Emploi
|                | 2008   | 2013  | 2018  |
| -------------- | ------ | ----- | ----- |
| Commune        | 10,3 % | 7,2 % | 7,6 % |
| Département    | 7,3 %  | 8,9 % | 9,6 % |
| France entière | 8,3 %  | 10 %  | 10 %  |

En 2018, la population âgée de 15 à 64 ans s'élève à 132 personnes, parmi lesquelles on compte 77,3 % d'actifs (69,7 % ayant un emploi et 7,6 % de chômeurs) et 22,7 % d'inactifs,. En  2018, le taux de chômage communal (au sens du recensement) des 15-64 ans est inférieur à celui de la France et du département, alors qu'en 2008 la situation était inverse.
La commune est hors attraction des villes,. Elle compte 45 emplois en 2018, contre 61 en 2013 et 45 en 2008. Le nombre d'actifs ayant un emploi résidant dans la commune est de 99, soit un indicateur de concentration d'emploi de 45,3 % et un taux d'activité parmi les 15 ans ou plus de 51,2 %.
Sur ces 99 actifs de 15 ans ou plus ayant un emploi, 34 travaillent dans la commune, soit 34 % des habitants. Pour se rendre au travail, 85,9 % des habitants utilisent un véhicule personnel ou de fonction à quatre roues, 1 % les transports en commun, 4 % s'y rendent en deux-roues, à vélo ou à pied et 9,1 % n'ont pas besoin de transport (travail au domicile).

### Activités hors agriculture
18 établissements sont implantés  à Beauregard au 31 décembre 2019.
Le secteur des activités spécialisées, scientifiques et techniques et des activités de services administratifs et de soutien est prépondérant sur la commune puisqu'il représente 38,9 % du nombre total d'établissements de la commune (7 sur les 18 entreprises implantées  à Beauregard), contre 13,5 % au niveau départemental.

### Agriculture
La commune est dans les Causses », une petite région agricole occupant une grande partie centrale du département du Lot. En 2020, l'orientation technico-économique de l'agriculture  sur la commune est l'élevage de bovins, pour la viande.
|               | 1988 | 2000 | 2010  | 2020  |
| ------------- | ---- | ---- | ----- | ----- |
| Exploitations | 24   | 18   | 17    | 15    |
| SAU (ha)      | 556  | 768  | 1 155 | 1 128 |

Le nombre d'exploitations agricoles en activité et ayant leur siège dans la commune est passé de 24 lors du recensement agricole de 1988  à 18 en 2000 puis à 17 en 2010 et enfin à 15 en 2020, soit une baisse de 37 % en 32 ans. Le même mouvement est observé à l'échelle du département qui a perdu pendant cette période 60 % de ses exploitations,. La surface agricole utilisée sur la commune est restée relativement stable, passant de 556 ha en 1988 à 1128 ha en 2020. Parallèlement la surface agricole utilisée moyenne par exploitation a augmenté, passant de 23 à 75 ha.

## Culture locale et patrimoine

### Lieux et monuments
Le village de Beauregard abrite de nombreux monuments, dont certains sont protégés au titre de monument historique.
- La halle du XVe siècle, dotée d'une solide charpente couverte de lauzes ( Classé MH (1922))[37]
- La croix de pierre, du XVe siècle ( Classé MH (1922))[38].
- Le Château de Labastide dit aussi de Marsa, château ( Inscrit MH (1979))[39]
- Le beffroi de Beauregard est typique des villages médiévaux du XIIIe siècle.
- Le monument aux morts de Beauregard est situé sur la Place de la Halle. Il est en forme de pavé droit, avec un buste de soldat et la mention "Gloire! Gloire! Gloire! aux héros de Beauregard morts pour la France". Sur chaque côté du monument sont inscrits les noms des soldats de Beauregard morts lors de la Première Guerre mondiale. Les bordures du monument ont été rénovées en 2012. Le monument a été repeint par des recrues de le 17e régiment parachutiste de Montauban le 25 janvier 2016.
- Église Saint-Laurent de Beauregard. L'église est située à quelques kilomètres du centre du village de Beauregard. L'édifice est référencé dans la base Mérimée et à l'Inventaire général Région Occitanie[40].
- L'église Notre-Dame-de-l'Assomption de Beauregard est située en dehors du centre du village de Beauregard. Le premier nom de l'église était "Villa de Lengue". Cette église est rattachée au cimetière du village ainsi qu'à l'ancien presbytère. L'édifice est référencé dans la base Mérimée et à l'Inventaire général Région Occitanie[41].
- Les dolmens du Bois des Escures, appelés aussi dolmens de la Combe de Parry : dans le massif forestier, il existe 3 dolmens remarquables et plusieurs gariottes en bon état tout au long d'un sentier.
- Le dolmen de la Combe du Cornier (44° 22′ 07″ N, 1° 46′ 24″ E).
- Le pigeonnier, situé à l'extérieur du village de Beauregard.

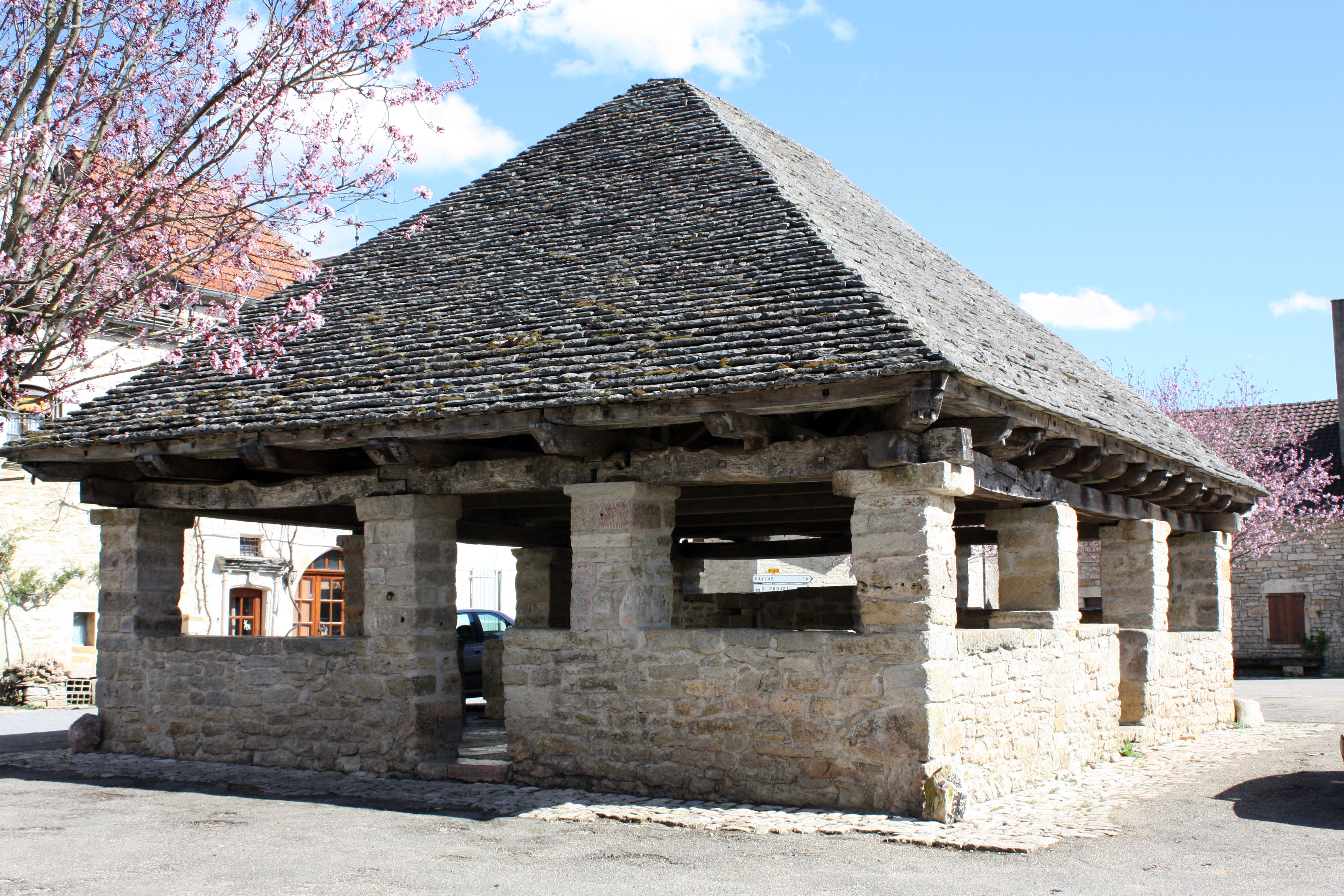
Halle de Beauregard sur la place centrale du village.
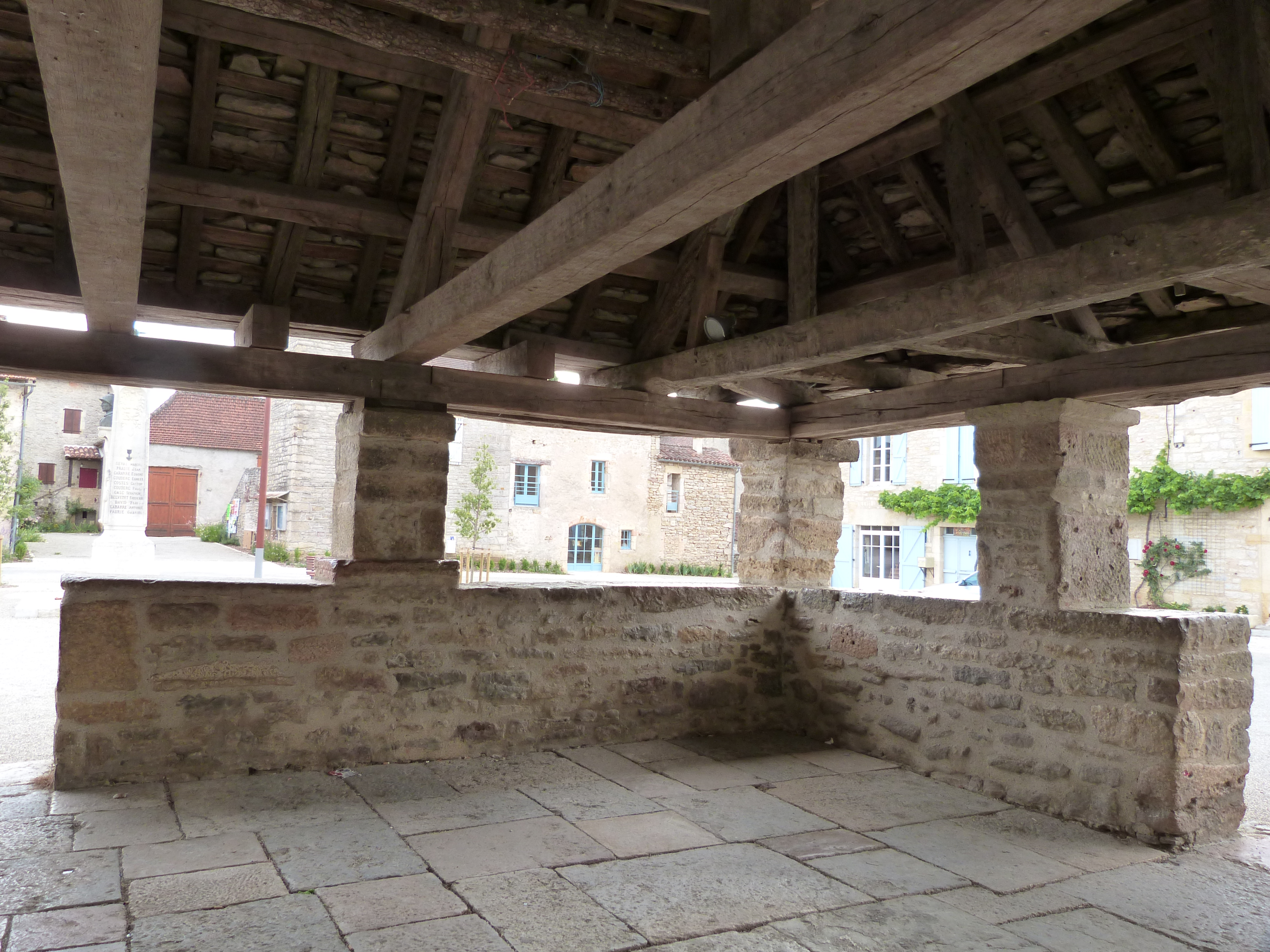
Vue partielle de l'intérieur de la halle de Beauregard.
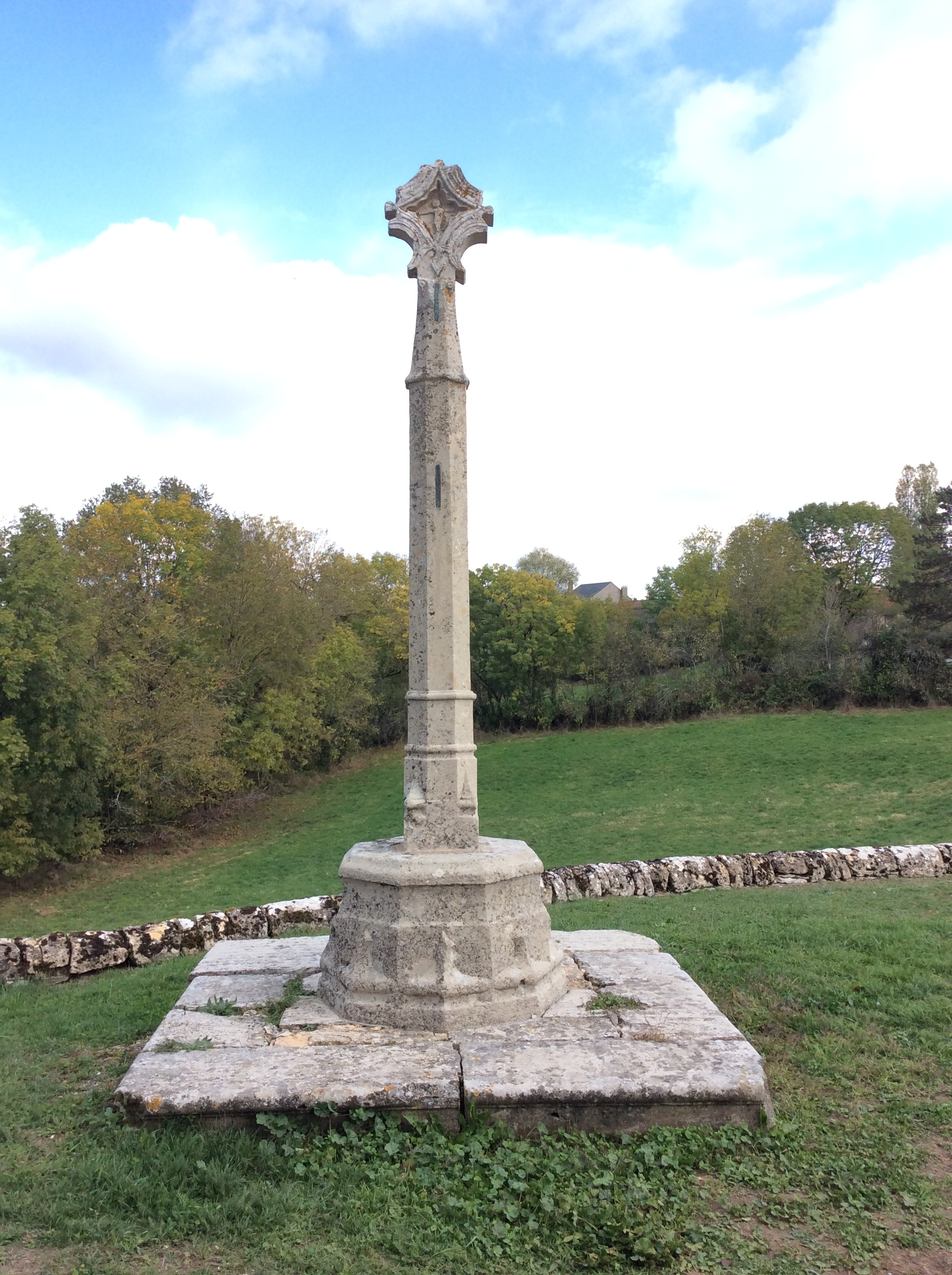
La croix de pierre du XVe siècle
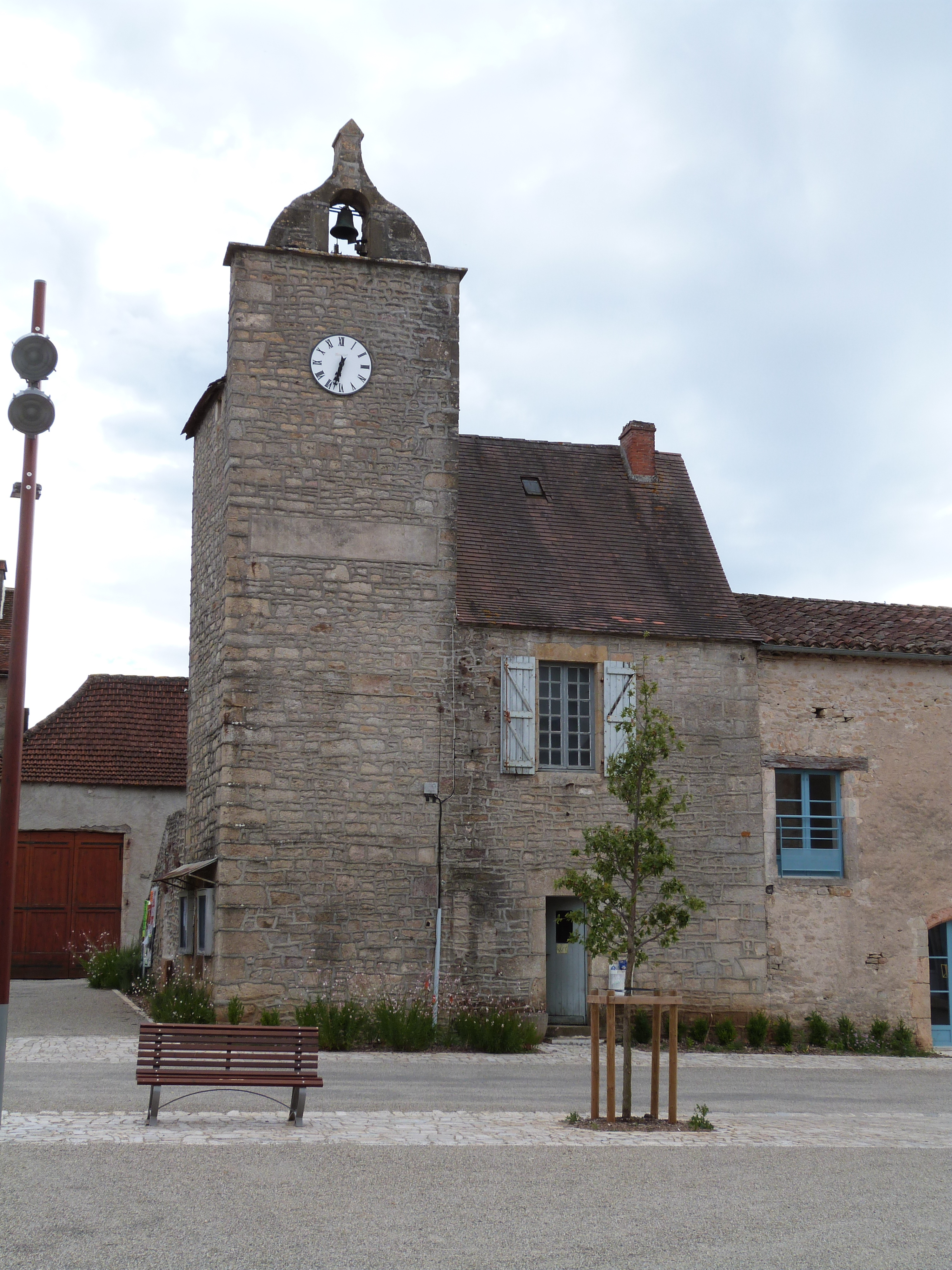
Façade du beffroi de Beauregard.
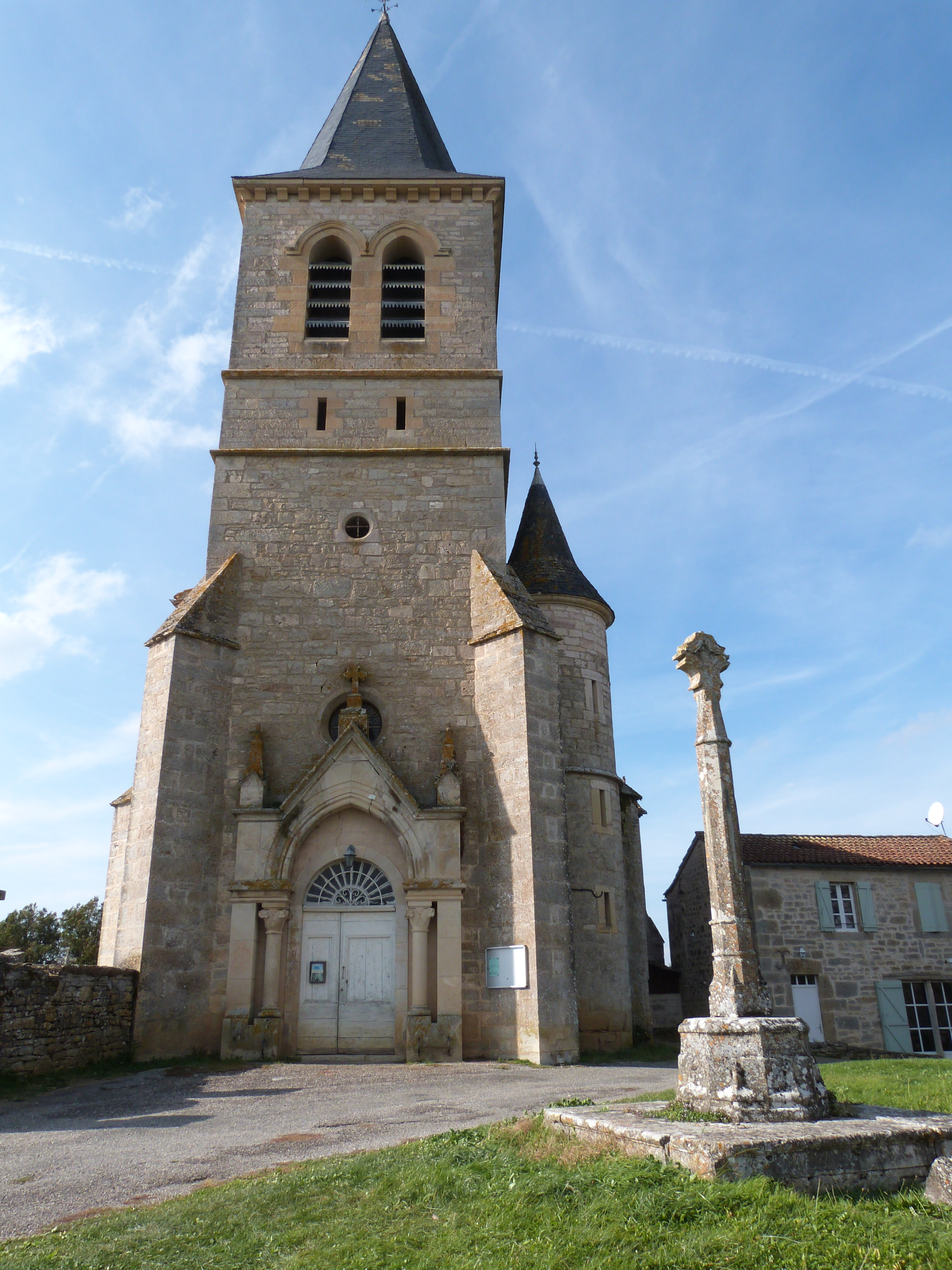
La façade de l'église et la croix de pierre.
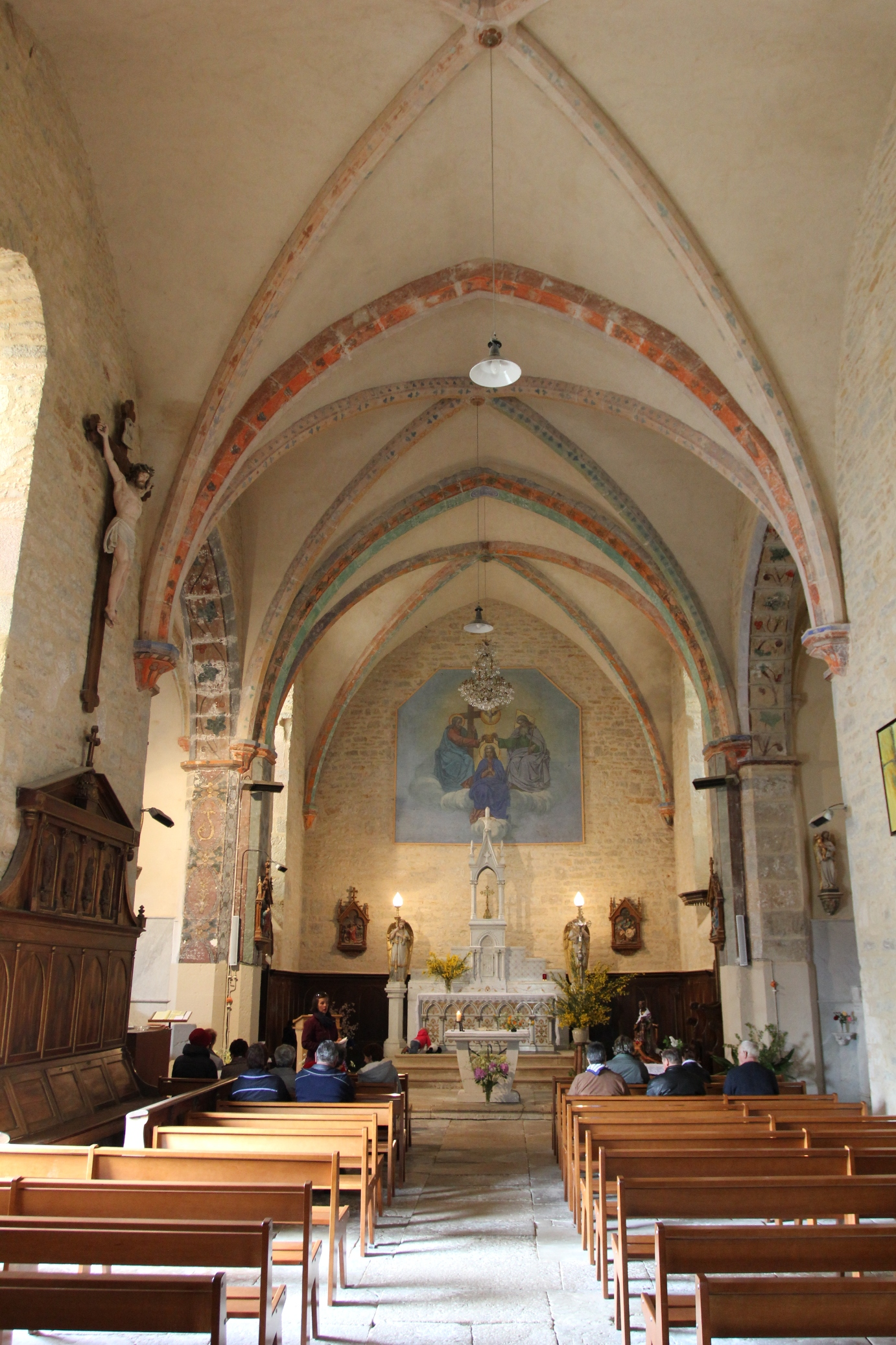
Intérieur de l'église de Beauregard.
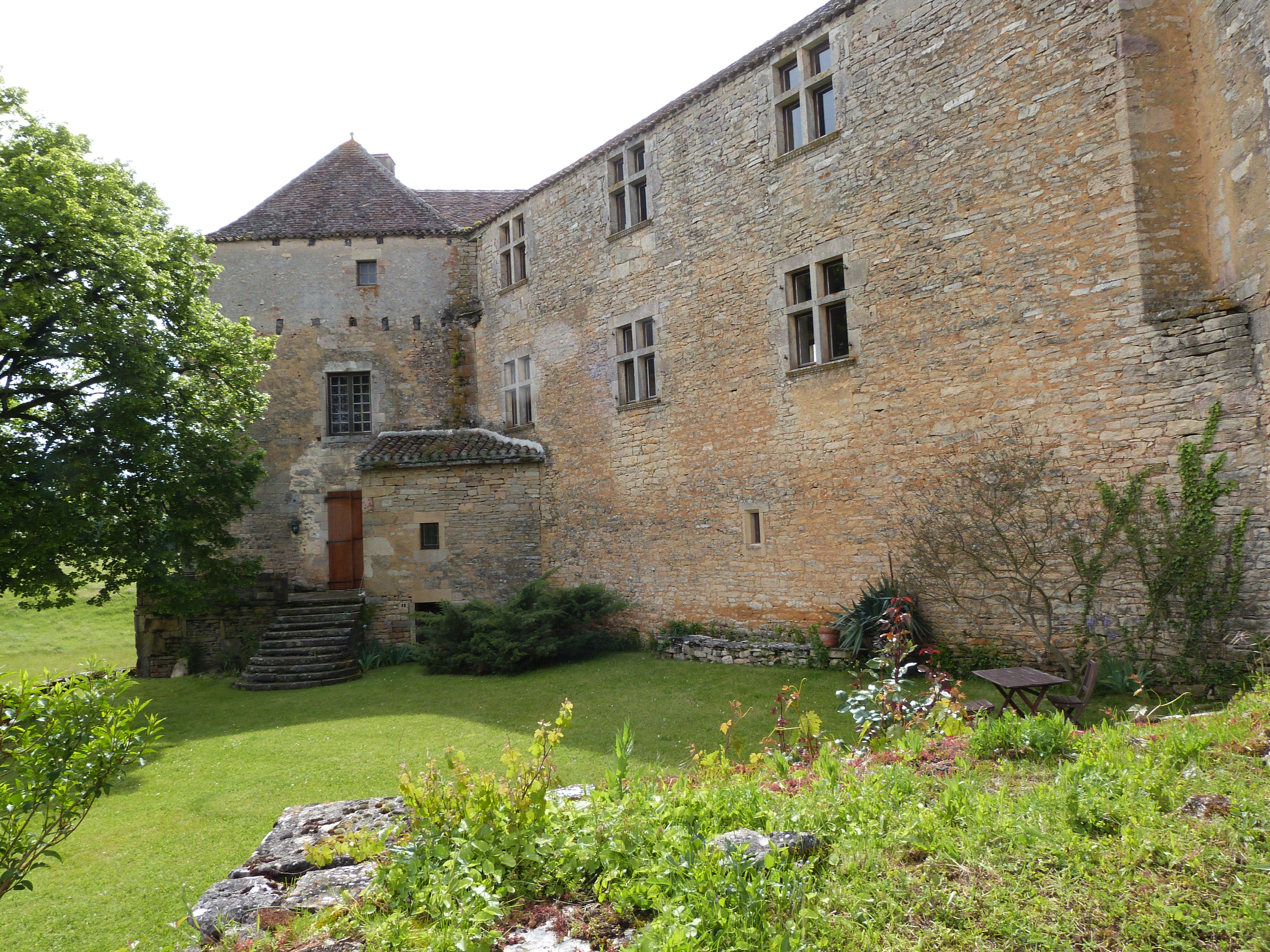
Le château de Marsa

### Personnalités liées à la commune
- René Andrieu (1920-1998) : homme politique, journaliste et écrivain né à Beauregard.